# Aghtsk
Aghtsk (en armenio: Աղձք, también romanizado como Aghts’k’, y Aghdzq; antiguamente, Akhs, Akis, Hakhs, y Dzorap - en armenio: Ծորափ) es una comunidad rural junto al Monte Aragats en la Provincia de Aragatsotn en Armenia.
En 2009 tenía 1933 habitantes.
Contiene un complejo monumental del siglo IV. De acuerdo con la tradición armenia, Shapur II de Persia exhumó los huesos de los reyes armenios y se los llevó a Persia cogiendo simbólicamente el poder armenio. Cuando Vassak Mamikonian destronó a los persas y reclamó los huesos de los monarcas Arshakuni, los enterró en Aghtsk. Restos de monumentos y una basílica del siglo IV aún pueden ser vistos.
Se ubica al oeste de Agarak, unos 10 km al oeste de la capital provincial Ashtarak.